# Antonio Varas
Antonio Varas de la Barra (13 juin 1817 - 5 juin 1886) est un homme politique chilien, plusieurs fois ministre et président du Sénat. Il commence sa carrière comme conservateur, mais rejoint plus tard le Parti national, dont il est l'un des membres fondateurs, en 1857.